# Jonas Knudsen
Jonas Hjort Knudsen (ur. 16 września 1992 w Esbjergu) – piłkarz duński, występujący na pozycji lewego obrońcy. Jest zawodnikiem klubu Malmö FF.

## Kariera klubowa
Swoją karierę piłkarską Ankersen rozpoczął w klubie Hjerting IF. Następnie trenował w juniorach Esbjerga fB. W 2009 roku awansował do kadry pierwszego zespołu. 28 marca 2010 zadebiutował w Superligaen w przegranym 0:4 wyjazdowym meczu z Randers FC. W sezonie 2010/2011 spadł z Esbjergiem do 1. division. Z kolei w sezonie 2011/2012 wrócił z nim do duńskiej ekstraklasy. W sezonie 2012/2013 zdobył z Esbjergiem Puchar Danii.
31 lipca 2015 roku, Knudsen przeszedł do angielskiego Ipswich Town F.C. podpisując 3-letni kontrakt. 8 sierpnia 2015 roku zadebiutował w nowych barwach w meczu przeciwko Brentford F.C. W ciągu dwóch pierwszych sezonów był podstawowym zawodnikiem drużyny zaliczając odpowiednio: 42 mecze w pierwszym sezonie i 36 w drugim sezonie. 21 grudnia 2017 roku Ipswich skorzystało z opcji przedłużenia kontraktu do końca sezonu 2018/2019. W styczniu 2019 roku poinformował klub, że nie przedłuży wygasającej umowy i odejdzie z klubu latem 2019 roku.
Nowym klubem Duńczyka zostało szwedzkie Malmö FF.
| Sezon   | Klub              | Kraj    | Rozgrywki    | Mecze | Bramki |
| ------- | ----------------- | ------- | ------------ | ----- | ------ |
| 2009/10 | Esbjerg fB        | Dania   | Superligaen  | 7     | 0      |
| 2010/11 | Esbjerg fB        | Dania   | Superligaen  | 5     | 0      |
| 2011/12 | Esbjerg fB        | Dania   | 1. division  | 18    | 1      |
| 2012/13 | Esbjerg fB        | Dania   | Superligaen  | 32    | 1      |
| 2013/14 | Esbjerg fB        | Dania   | Superligaen  | 31    | 1      |
| 2014/15 | Esbjerg fB        | Dania   | Superligaen  | 28    | 2      |
| 2015/16 | Ipswich Town F.C. | Anglia  | Championship | 42    | 1      |
| 2016/17 | Ipswich Town F.C. | Anglia  | Championship | 36    | 2      |
| 2017/18 | Ipswich Town F.C. | Anglia  | Championship | 42    | 1      |
| 2018/19 | Ipswich Town F.C. | Anglia  | Championship | 28    | 0      |
| 2019    | Malmö FF          | Szwecja | Allsvenskan  | 11    | 0      |

## Kariera reprezentacyjna
W reprezentacji Danii Knudsen zadebiutował 28 maja 2014 w wygranym 1:0 towarzyskim meczu ze Szwecją, rozegranym w Kopenhadze. W 53. minucie tego meczu zmienił Jakoba Ahlmanna Nielsena.
W 2018 roku znalazł się w kadrze Danii na Mistrzostwa Świata w Piłce Nożnej 2018. Jedyny występ w czasie turnieju zaliczył w meczu 1/8 finału przeciwko Chorwacji zremisowanym przez Duńczyków 1:1. Odpadli oni z dalszych gier po tym jak rzuty karne lepiej egzekwowali Chorwaci.